# 小川彌生
小川彌生（12月1日—），日本漫畫家，神奈川縣出身。

## 經歷
多摩美術大學畢業，曾於讀賣新聞社擔任記者。
1994年獲得講談社的mimi&Kiss秋之新人漫畫賞，同年12月開始連載。1998年辭去記者職務成為獨立的漫畫家。
2003年作品《寵物愛人》榮獲第27屆講談社漫畫賞少女部門賞，並改拍為真人版電視劇《寵物情人》。